# Ієн Воллес
І́єн Брюс Во́ллес (англ. Ian Bryce Wallace; 10 липня 1919, Лондон — 12 жовтня 2009, Лондон) — британський оперний співак шотландського походження, бас-баритон.
Ян Воллес народився в британській столиці 10 липня 1919 року. Він вчився на адвоката, проте ніколи і не працював за фахом. Його дебют в опері відбувся незабаром після завершення Другої світової війни, в 1946 році.
Воллес був частим гостем програми «My Music», що тривалий час виходила на радіостанції ВВС Radio 4. Став відомими завдяки виконання пісні «The Hippopotamus Song». В цілому оперний співак брав участь в цьому шоу більше 500 разів.
За заслуги в області добродійності виконавець був нагороджений Орденом Британської імперії.